# Plectrohyla chrysopleura
Plectrohyla chrysopleura är en groddjursart som beskrevs av Wilson, McCranie och Cruz-Díaz 1994. Plectrohyla chrysopleura ingår i släktet Plectrohyla och familjen lövgrodor. IUCN kategoriserar arten globalt som akut hotad. Inga underarter finns listade i Catalogue of Life.